# 傑克·奧金克羅斯
傑克·奧金克羅斯（英語：Jacob Auchincloss，1988年1月29日—），又譯為歐清傑，美国民主黨籍政治人物。自2021年開始，他擔任麻薩諸塞州第4國會選區的聯邦眾議員。